# Abdellah Kharbouchi
Abdellah Kharbouchi est un footballeur franco-marocain né le 10 août 1980 à Beni-Sidel. Il évolue au poste de milieu de terrain. 
Il a joué notamment à Amiens, au RC Paris, à Sète et au Havre. Au cours de sa carrière, il totalise 114 matches et 17 buts en Ligue 2.

## Carrière
- 1999-2002 :  Amiens SC (Division 2, National, Division 2)
- 2002-2004 :  RC Paris (CFA)
- 2004-2006 :  FC Sète (National, Ligue 2)
- 2006- janvier 2009 :  Le Havre AC (Ligue 2)
- novembre 2007-2008 :  FC Gueugnon [en prêt] (Ligue 2)
- janvier 2009-2010 :  AS Cannes (National)[1],[2],[3]
- 2010-2012 :  Amiens SC (National, Ligue 2)
- janvier 2013-2013 :  USL Dunkerque (CFA)
- 2013-2014 :  Villemomble Sports (CFA)
- 2014-2016 :  AC Amiens (CFA)
- 2016-sept. 2016 :  US Camon (DH Picardie)

## Palmarès
- USL Dunkerque :
  - Champion de France Amateur : 2013